# Scottish FA Cup 2022/23
Der Scottish FA Cup wurde 2022/23 zum 138. Mal ausgespielt. Der wichtigste schottische Fußball-Pokalwettbewerb, der offiziell als 2022/23 Scottish Cup ausgetragen und vom Schottischen Fußballverband geleitet wurde, begann am 26. August 2022 und endete mit dem Finale am 3. Juni 2023 im Hampden Park von Glasgow. Als Titelverteidiger starteten die Glasgow Rangers in den Wettbewerb. Der schottische Verband änderte erneut das Format für den schottischen Pokal 2022/23 mit überarbeiteten Wettbewerbsregeln, wobei die Wiederholungsspiele nur in der Vorrunde ausgespielt wurden. Endete ein Spiel ab der ersten Hauptrunde unentschieden, ging das Spiel in die Verlängerung bzw. ins Elfmeterschießen.
Im diesjährigen Endspiel um den Schottischen Pokal standen sich Celtic Glasgow und der Zweitligist Inverness Caledonian Thistle gegenüber. Für Celtic war es das insgesamt 59. Pokalfinale seit 1889, wovon 40 gewonnen wurden. Inverness erreichte zum 2. Mal nach 2015 das Finale in dem damals der FC Falkirk besiegt wurde. Celtic hatte zuvor in der Saison bereits den Ligapokal gewonnen.
Die Bhoys gewannen den Pokal zum 41. Mal mit einem 3:1-Sieg. Damit schaffte Celtic seinen achten Heimtreble, wobei fünf davon gerade in den letzten sechs Jahren erreicht wurden. Da sich Celtic bereits in der Liga für die Champions League qualifiziert hatte, war der FC Aberdeen als Ligadritter automatisch für die nachfolgende Europa-League-Saison qualifiziert.

## Termine
Die Spielrunden wurden vom 26. August 2022 bis 3. Juni 2023 ausgetragen.
| Runde         | Datum                  | Spiele | Vereine   | Neueinstiege |
| ------------- | ---------------------- | ------ | --------- | ------------ |
| Vorrunde      | 26./27. August 2022    | 24     | 126 → 102 | 50           |
| 1. Hauptrunde | 16.–18. September 2022 | 30     | 102 → 72  | 34           |
| 2. Hauptrunde | 22. Oktober 2022       | 20     | 72 → 52   | 10           |
| 3. Hauptrunde | 25.–28. November 2022  | 20     | 52 → 32   | 20           |
| 4. Hauptrunde | 21.–31. Januar 2023    | 16     | 32 → 16   | 12           |
| Achtelfinale  | 10.–13. Februar 2023   | 8      | 16 → 8    | keine        |
| Viertelfinale | 10.–13. März 2023      | 4      | 8 → 4     | keine        |
| Halbfinale    | 29./30. April 2023     | 2      | 4 → 2     | keine        |
| Finale        | 3. Juni 2023           | 1      | 2 → 1     | keine        |

## Vorrunde
Die Vorrunde wurde am 2. August 2022 von Jackie McNamara ausgelost. 24 Paarungen wurden ausgelost, während zwei Mannschaften ein Freilos erhielten. Ausgetragen wurden die Begegnungen am 26. und 27. August 2022.
| Datum                      |                            | Ergebnis |                                       |
| -------------------------- | -------------------------- | -------- | ------------------------------------- |
| 26. August 2022, 20:00 BST | FC Syngenta (VIII)         | 1:0      | Threave Rovers (X)                    |
| 27. August 2022, 14:00 BST | FC Clydebank (VI)          | 4:1      | Bonnyton Thistle (VII)                |
| 27. August 2022, 14:00 BST | Rutherglen Glencairn (VII) | 2:2      | Kilwinning Rangers (VI)               |
| 27. August 2022, 14:30 BST | Drumchapel United (VII)    | 3:0      | Easthouses Lily Miners Welfare (VIII) |
| 27. August 2022, 14:30 BST | Penicuik Athletic (VI)     | 0:1      | Musselburgh Athletic (VI)             |
| 27. August 2022, 14:30 BST | Whitehill Welfare (VII)    | 1:4      | Camelon Juniors (VII)                 |
| 27. August 2022, 15:00 BST | Auchinleck Talbot (VI)     | 7:0      | FC Coldstream (VII)                   |
| 27. August 2022, 15:00 BST | Broxburn Athletic (VI)     | 3:0      | Blackburn United (VI)                 |
| 27. August 2022, 15:00 BST | Burntisland Shipyard (VII) | 1:5      | Lothian Thistle Hutchison Vale (VI)   |
| 27. August 2022, 15:00 BST | Carnoustie Panmure (SJFA)  | 1:1      | Hawick Royal Albert (VIII)            |
| 27. August 2022, 15:00 BST | Dalkeith Thistle (VIII)    | 1:3      | Lochee United (VI)                    |
| 27. August 2022, 15:00 BST | Dundonald Bluebell (VI)    | 3:1      | FC Tayport (VI)                       |
| 27. August 2022, 15:00 BST | FC Fort William (VI)       | 0:4      | FC Benburb (VII)                      |
| 27. August 2022, 15:00 BST | Haddington Athletic (VI)   | 1:3      | FC Darvel (VI)                        |
| 27. August 2022, 15:00 BST | FC Invergordon (NCFA)      | 1:5      | Newtongrange Star (VII)               |
| 27. August 2022, 15:00 BST | Irvine Meadow (IX)         | 1:1      | Hill of Beath Hawthorn (VI)           |
| 27. August 2022, 15:00 BST | Linlithgow Rose (VI)       | 9:0      | St. Cuthbert Wanderers (VI)           |
| 27. August 2022, 15:00 BST | FC Pollok (VI)             | 6:0      | FC Girvan (IX)                        |
| 27. August 2022, 15:00 BST | Preston Athletic (VII)     | 0:1      | FC Newton Stewart (VI)                |
| 27. August 2022, 15:00 BST | Sauchie Juniors (VI)       | 4:2      | St. Andrews United (VIII)             |
| 27. August 2022, 15:00 BST | FC Vale of Leithen (VI)    | 0:2      | Dunbar United (VII)                   |
| 27. August 2022, 15:00 BST | FC Wigtown & Bladnoch (VI) | 00:12    | FC Dunipace (VII)                     |
| 27. August 2022, 16:30 BST | Glasgow University (VIII)  | 2:0      | Golspie Sutherland (VI)               |
| nicht ausgetragen 1        | AFC Tower Hearts (SAFA)    | –        | Cumnock Juniors (VI)                  |

Freilos: Jeanfield Swifts, FC Tynecastle
Wiederholungsspiele
| Datum                        |                             | Ergebnis |                            |
| ---------------------------- | --------------------------- | -------- | -------------------------- |
| 3. September 2022, 14:00 BST | Kilwinning Rangers (VI)     | 2:1      | Rutherglen Glencairn (VII) |
| 3. September 2022, 15:00 BST | Hawick Royal Albert (VIII)  | 0:3      | Carnoustie Panmure (SJFA)  |
| 3. September 2022, 15:00 BST | Hill of Beath Hawthorn (VI) | 3:0      | Irvine Meadow (IX)         |

## Erste Hauptrunde
Die 1. Hauptrunde wurde am 29. August 2022 von Ross Murdoch ausgelost. Die Spiele wurden zwischen dem 16. und 18. September 2022 ausgetragen.
| Datum                         |                             | Ergebnis              |                                     |
| ----------------------------- | --------------------------- | --------------------- | ----------------------------------- |
| 16. September 2022, 19:45 BST | FC Broomhill (V)            | 3:2 n. V.             | Brora Rangers (V)                   |
| 16. September 2022, 19:45 BST | FC Pollok (VI)              | 6:0                   | FC Huntly (V)                       |
| 16. September 2022, 20:00 BST | FC Syngenta (VIII)          | 2:4                   | Auchinleck Talbot (VI)              |
| 17. September 2022, 12:30 BST | Jeanfield Swifts (VI)       | 1:5                   | Brechin City (V)                    |
| 17. September 2022, 14:30 BST | FC Darvel (VI)              | 8:0                   | FC Tynecastle (VI)                  |
| 17. September 2022, 15:00 BST | Banks O’ Dee (V)            | 1 0:3 1               | Turriff United (V)                  |
| 17. September 2022, 15:00 BST | FC Benburb (VII)            | 4:2                   | Dundonald Bluebell (VI)             |
| 17. September 2022, 15:00 BST | Caledonian Braves (V)       | 6:1                   | FC Newton Stewart (VI)              |
| 17. September 2022, 15:00 BST | Carnoustie Panmure (SJFA)   | 3:1                   | FC Rothes (V)                       |
| 17. September 2022, 15:00 BST | Civil Service Strollers (V) | 1:2                   | FC Fraserburgh (V)                  |
| 17. September 2022, 15:00 BST | FC Clydebank (VI)           | 1:4                   | FC Spartans (V)                     |
| 17. September 2022, 15:00 BST | FC Cowdenbeath (V)          | 0:1                   | Bo’ness United (V)                  |
| 17. September 2022, 15:00 BST | Cumbernauld Colts (V)       | 0:1                   | Dalbeattie Star (V)                 |
| 17. September 2022, 15:00 BST | FC Deveronvale (V)          | 2:4                   | FC East Kilbride (V)                |
| 17. September 2022, 15:00 BST | Dunbar United (VII)         | 3:2 n. V.             | Clachnacuddin FC (V)                |
| 17. September 2022, 15:00 BST | FC Dunipace (VII)           | 1:1 n. V. (4:2 i. E.) | Broxburn Athletic (VI)              |
| 17. September 2022, 15:00 BST | Formartine United (V)       | 3:1                   | FC East Stirlingshire (V)           |
| 17. September 2022, 15:00 BST | Forres Mechanics (V)        | 2:3                   | Glasgow University (VIII)           |
| 17. September 2022, 15:00 BST | Gala Fairydean Rovers (V)   | 1:4                   | Sauchie Juniors (VI)                |
| 17. September 2022, 15:00 BST | Gretna 2008 (V)             | 3:1                   | Edinburgh University (V)            |
| 17. September 2022, 15:00 BST | Hill of Beath Hawthorn (VI) | 3:1                   | Inverurie Loco Works (V)            |
| 17. September 2022, 15:00 BST | FC Keith (V)                | 1:2                   | Cumnock Juniors (VI)                |
| 17. September 2022, 15:00 BST | Kilwinning Rangers (VI)     | 4:2                   | Tranent Juniors (V)                 |
| 17. September 2022, 15:00 BST | Linlithgow Rose (VI)        | 2:1                   | Berwick Rangers (V)                 |
| 17. September 2022, 15:00 BST | FC Lossiemouth (V)          | 1:2                   | Buckie Thistle (V)                  |
| 17. September 2022, 15:00 BST | Musselburgh Athletic (VI)   | 1:2 n. V.             | Newtongrange Star (VII)             |
| 17. September 2022, 15:00 BST | Nairn County (V)            | 1:3                   | Drumchapel United (VII)             |
| 17. September 2022, 15:00 BST | Strathspey Thistle (V)      | 0:5                   | Camelon Juniors (VII)               |
| 17. September 2022, 15:00 BST | Wick Academy (V)            | 5:1                   | Lochee United (VI)                  |
| 18. September 2022, 15:00 BST | University of Stirling (V)  | 3:0                   | Lothian Thistle Hutchison Vale (VI) |

## Zweite Hauptrunde
Die 2. Hauptrunde wurde am 18. September 2022 von Ryan Jack ausgelost. Ausgetragen wurden die Begegnungen zwischen dem 21. und 23. Oktober 2022.
| Datum                       |                           | Ergebnis              |                              |
| --------------------------- | ------------------------- | --------------------- | ---------------------------- |
| 21. Oktober 2022, 19:45 BST | Cumnock Juniors (VI)      | 1:3                   | FC Dumbarton (IV)            |
| 22. Oktober 2022, 14:00 BST | Brechin City (V)          | 2:2 n. V. (7:8 i. E.) | Stirling Albion (IV)         |
| 22. Oktober 2022, 15:00 BST | Bo’ness United (V)        | 1:1 n. V. (3:5 i. E.) | Auchinleck Talbot (VI)       |
| 22. Oktober 2022, 15:00 BST | Buckie Thistle (V)        | 1:3                   | FC Broomhill (V)             |
| 22. Oktober 2022, 15:00 BST | Carnoustie Panmure (SJFA) | 1:2                   | Formartine United (V)        |
| 22. Oktober 2022, 15:00 BST | Dalbeattie Star (V)       | 1:7                   | FC Darvel (VI)               |
| 22. Oktober 2022, 15:00 BST | Dunbar United (VII)       | 1:3                   | University of Stirling (V)   |
| 22. Oktober 2022, 15:00 BST | FC Dunipace (VI)          | 5:2                   | Turriff United (V)           |
| 22. Oktober 2022, 15:00 BST | FC East Kilbride (V)      | 5:0                   | Caledonian Braves (V)        |
| 22. Oktober 2022, 15:00 BST | Elgin City (IV)           | 4:0                   | Camelon Juniors (VII)        |
| 22. Oktober 2022, 15:00 BST | FC Fraserburgh (V)        | 2:1                   | FC Stranraer (IV)            |
| 22. Oktober 2022, 15:00 BST | Glasgow University (VIII) | 1:4 n. V.             | Albion Rovers (IV)           |
| 22. Oktober 2022, 15:00 BST | Gretna 2008 (V)           | 1:4                   | Drumchapel United (VII)      |
| 22. Oktober 2022, 15:00 BST | Kilwinning Rangers (VI)   | 1:3                   | Forfar Athletic (IV)         |
| 22. Oktober 2022, 15:00 BST | Linlithgow Rose (VI)      | 4:0                   | FC Spartans (V)              |
| 22. Oktober 2022, 15:00 BST | Newtongrange Star (VII)   | 0:1                   | Hill of Beath Hawthorn (VI)  |
| 22. Oktober 2022, 15:00 BST | Sauchie Juniors (VI)      | 3:2                   | Bonnyrigg Rose Athletic (IV) |
| 22. Oktober 2022, 15:00 BST | FC Stenhousemuir (IV)     | 2:1                   | FC East Fife (IV)            |
| 22. Oktober 2022, 15:00 BST | Wick Academy (V)          | 2:0                   | FC Benburb (VII)             |
| 24. Oktober 2022, 19:45 BST | FC Pollock (VI)           | 4:3                   | Annan Athletic (IV)          |

## Dritte Hauptrunde
Die 3. Hauptrunde wurde am 24. Oktober 2022 von Christophe Berra ausgelost. Die Spiele wurden zwischen dem 25. und 28. November 2022 ausgetragen.
| Datum                        |                                   | Ergebnis  |                            |
| ---------------------------- | --------------------------------- | --------- | -------------------------- |
| 25. November 2022, 19:45 GMT | FC Broomhill (V)                  | 1:2       | Alloa Athletic (III)       |
| 26. November 2022, 13:30 GMT | Drumchapel United (VII)           | 1:0       | FC Edinburgh (III)         |
| 26. November 2022, 14:30 GMT | Hamilton Academical (II)          | 4:0       | FC East Kilbride (V)       |
| 26. November 2022, 15:00 GMT | Albion Rovers (IV)                | 0:1 n. V. | University of Stirling (V) |
| 26. November 2022, 15:00 GMT | Cove Rangers (II)                 | 7:0       | FC Dunipace (VII)          |
| 26. November 2022, 15:00 GMT | FC Dundee (II)                    | 6:2 n. V. | Airdrieonians FC (III)     |
| 26. November 2022, 15:00 GMT | Dunfermline Athletic (III)        | 4:0       | Forfar Athletic (IV)       |
| 26. November 2022, 15:00 GMT | Formartine United (V)             | 1:3       | FC Stenhousemuir (IV)      |
| 26. November 2022, 15:00 GMT | FC Fraserburgh (V)                | 0:2       | FC Arbroath (II)           |
| 26. November 2022, 15:00 GMT | Greenock Morton (II)              | 4:1       | Queen of the South (III)   |
| 26. November 2022, 15:00 GMT | Hill of Beath Hawthorn (VI)       | 1:2       | Elgin City (IV)            |
| 26. November 2022, 15:00 GMT | Inverness Caledonian Thistle (II) | 3:2       | Stirling Albion (IV)       |
| 26. November 2022, 15:00 GMT | Linlithgow Rose (VI)              | 1:0       | Sauchie Juniors (VI)       |
| 26. November 2022, 15:00 GMT | FC Montrose (III)                 | 2:5       | FC Darvel (VI)             |
| 26. November 2022, 15:00 GMT | Partick Thistle (II)              | 3:0       | Kelty Hearts (III)         |
| 26. November 2022, 15:00 GMT | FC Peterhead (III)                | 0:3       | FC Queen’s Park (II)       |
| 26. November 2022, 15:00 GMT | Raith Rovers (II)                 | 3:0       | Auchinleck Talbot (VI)     |
| 26. November 2022, 15:00 GMT | Wick Academy (V)                  | 0:6       | FC Falkirk (III)           |
| 26. November 2022, 19:45 GMT | FC Clyde (III)                    | 1:3       | FC Dumbarton (IV)          |
| 28. November 2022, 19:45 GMT | Ayr United (II)                   | 1:0       | FC Pollok (VI)             |

## Vierte Hauptrunde
Die 4. Hauptrunde wurde am 28. November 2022 von Ewen Ferguson ausgelost. Ausgetragen wurden die Begegnungen zwischen dem 21. und 31. Januar 2023.
| Datum                        |                                   | Ergebnis              |                            |
| ---------------------------- | --------------------------------- | --------------------- | -------------------------- |
| 21. Januar 2023, 12:15 GMT   | Celtic Glasgow (I)                | 5:0                   | Greenock Morton (II)       |
| 21. Januar 2023, 15:00 GMT   | Alloa Athletic (III)              | 1:2                   | FC Falkirk (III)           |
| 21. Januar 2023, 15:00 GMT   | FC Arbroath (II)                  | 0:2                   | FC Motherwell (I)          |
| 21. Januar 2023, 15:00 GMT   | Dundee United (I)                 | 3:0                   | University of Stirling (V) |
| 21. Januar 2023, 15:00 GMT   | Hamilton Academical (II)          | 0:0 n. V. (5:3 i. E.) | Ross County (I)            |
| 21. Januar 2023, 15:00 GMT   | FC Kilmarnock (I)                 | 1:0                   | FC Dumbarton (IV)          |
| 21. Januar 2023, 15:00 GMT   | Partick Thistle (II)              | 1:1 n. V. (4:2 i. E.) | Dunfermline Athletic (III) |
| 21. Januar 2023, 15:00 GMT   | FC St. Mirren (I)                 | 0:0 n. V. (3:0 i. E.) | FC Dundee (II)             |
| 21. Januar 2023, 15:00 GMT   | FC Stenhousemuir (IV)             | 1:3                   | FC Livingston (I)          |
| 21. Januar 2023, 17:30 GMT   | FC St. Johnstone (I)              | 0:1                   | Glasgow Rangers (I)        |
| 22. Januar 2023, 14:00 GMT   | Hibernian Edinburgh (I)           | 0:3                   | Heart of Midlothian (I)    |
| 23. Januar 2023, 19:45 GMT   | FC Darvel (VI)                    | 1:0                   | FC Aberdeen (I)            |
| 24. Januar 2023, 19:45 GMT 1 | Elgin City (IV)                   | 2:1                   | Drumchapel United (VII)    |
| 24. Januar 2023, 19:45 GMT 1 | Linlithgow Rose (VI)              | 0:2                   | Raith Rovers (II)          |
| 31. Januar 2023, 19:45 GMT 1 | Cove Rangers (II)                 | 0:3                   | Ayr United (II)            |
| 31. Januar 2023, 19:45 GMT 1 | Inverness Caledonian Thistle (II) | 2 3:0 2               | FC Queen’s Park (II)       |

## Achtelfinale
Das Achtelfinale wurde am 22. Januar 2023 von Shaun Maloney ausgelost. Die Spiele fanden zwischen dem 10. und 13. Februar 2023 statt.
| Datum                       |                          | Ergebnis  |                                   |
| --------------------------- | ------------------------ | --------- | --------------------------------- |
| 10. Februar 2023, 19:45 GMT | Hamilton Academical (II) | 0:2       | Heart of Midlothian (I)           |
| 11. Februar 2023, 15:00 GMT | Ayr United (II)          | 4:1 n. V. | Elgin City (IV)                   |
| 11. Februar 2023, 15:00 GMT | Dundee United (I)        | 0:1       | FC Kilmarnock (I)                 |
| 11. Februar 2023, 15:00 GMT | FC Livingston (I)        | 0:3       | Inverness Caledonian Thistle (II) |
| 11. Februar 2023, 15:00 GMT | Raith Rovers (II)        | 3:1       | FC Motherwell (I)                 |
| 11. Februar 2023, 17:30 GMT | Celtic Glasgow (I)       | 5:1       | FC St. Mirren (I)                 |
| 12. Februar 2023, 16:00 GMT | Glasgow Rangers (I)      | 3:2       | Partick Thistle (II)              |
| 13. Februar 2023, 19:45 GMT | FC Darvel (VI)           | 1:5       | FC Falkirk (III)                  |

## Viertelfinale
Das Viertelfinale wurde am 13. Februar 2023 von Ben und James Johnston von der Band Biffy Clyro ausgelost. Die Spiele fanden zwischen dem 10. und 13. März 2023 statt.
| Datum                    |                                   | Ergebnis |                    |
| ------------------------ | --------------------------------- | -------- | ------------------ |
| 10. März 2023, 19:45 GMT | Inverness Caledonian Thistle (II) | 2:1      | FC Kilmarnock (I)  |
| 11. März 2023, 12:15 GMT | Heart of Midlothian (I)           | 0:3      | Celtic Glasgow (I) |
| 12. März 2023, 13:00 GMT | Glasgow Rangers (I)               | 3:0      | Raith Rovers (II)  |
| 13. März 2023, 19:45 GMT | FC Falkirk (III)                  | 2:1      | Ayr United (II)    |

## Halbfinale
Das Halbfinale wurde am 13. März 2023 von Colin Hendry ausgelost. Die Begegnungen wurden am 29. und 30. April 2023 im Hampden Park in Glasgow ausgetragen.
| Datum                     |                     | Ergebnis |                                   |
| ------------------------- | ------------------- | -------- | --------------------------------- |
| 29. April 2023, 12:15 BST | FC Falkirk (III)    | 0:3      | Inverness Caledonian Thistle (II) |
| 30. April 2023, 13:30 BST | Glasgow Rangers (I) | 0:1      | Celtic Glasgow (I)                |

## Finale
| Celtic Glasgow                                            | Celtic Glasgow | Inverness Caledonian Thistle | Inverness Caledonian Thistle |
| --------------------------------------------------------- | --- | --- | ---------------------------- |
| Celtic Glasgow                                            | \| 3. Juni 2023 um 17:30 Uhr (BST) in Glasgow (Hampden Park) \| \| Ergebnis: 3:1 (1:0) \| \| Schiedsrichter: John Beaton \| \| Spielbericht \| | \| 3. Juni 2023 um 17:30 Uhr (BST) in Glasgow (Hampden Park) \| \| Ergebnis: 3:1 (1:0) \| \| Schiedsrichter: John Beaton \| \| Spielbericht \| | Inverness Caledonian Thistle |
| Celtic Glasgow                                            | Joe Hart – Alistair Johnston, Tomoki Iwata, Carl Starfelt, Greg Taylor – Matt O’Riley (76. David Turnbull), Callum McGregor , Reo Hatate (76. Sead Hakšabanović) – Jota (90.+2' James Forrest), Kyōgo Furuhashi (59. Oh Hyeon-gyu), Daizen Maeda (46. Liel Abada) Cheftrainer: Ange Postecoglou ( Australien) | Mark Ridgers – Wallace Duffy, Danny Devine (75. Zak Delaney), Robbie Deas, Cameron Harper – Scott Allardice (81. Roddy MacGregor), David Carson, Sean Welsh – Jay Henderson (68. Daniel MacKay), Billy McKay (75. Austin Samuels), Nathan Shaw (81. Aaron Doran) Cheftrainer: Billy Dodds | Inverness Caledonian Thistle |
| Celtic Glasgow                                            | 1:0 Kyōgo Furuhashi (38.) 2:0 Liel Abada (65.) 3:1 Jota (90.+1') | 2:1 Daniel MacKay (84.) | Inverness Caledonian Thistle |
| Celtic Glasgow                                            | David Carson (44.), Wallace Duffy (70.) | | Inverness Caledonian Thistle |
| 3. Juni 2023 um 17:30 Uhr (BST) in Glasgow (Hampden Park) | | |                              |
| Ergebnis: 3:1 (1:0)                                       | | |                              |
| Schiedsrichter: John Beaton                               | | |                              |
| Spielbericht                                              | | |                              |